# Mělník (Úžice)
Mělník (v místním nářečí Melník, německy Melnik) je malá vesnice, část obce Úžice v okrese Kutná Hora. Nachází se asi pět kilometrů severozápadně od Úžice. Mělník leží v katastrálním území Mělník nad Sázavou o rozloze 2,76 km².

## Historie
První písemná zmínka o vesnici pochází z roku 1567.

## Osobnosti
- Jaroslav Vedral (1895–1944), voják, velitel, štábní důstojník a vojenský pedagog